# Assens Kommune
Assens Kommune ist eine dänische Kommune im Westen der Insel Fünen. Sie entstand am 1. Januar 2007 im Zuge der Kommunalreform durch Vereinigung der „alten“ Assens Kommune mit den bisherigen Kommunen Glamsbjerg, Haarby, Tommerup, Vissenbjerg und Aarup im Fyns Amt.
Assens Kommune besitzt eine Gesamtbevölkerung von 40.944 Einwohnern (Stand 1. Januar 2023) und eine Fläche von 511,40 km². Sie ist Teil der Region Syddanmark, Sitz der Verwaltung ist in Assens.

## Kirchspielsgemeinden und Ortschaften in der Kommune
Auf dem Gemeindegebiet liegen die folgenden Kirchspiele (dän.: Sogn) und Ortschaften mit über 200 Einwohnern (byer nach Definition der dänischen Statistikbehörde), bei einer eingetragenen Einwohnerzahl von Null hatte der Ort in der Vergangenheit mehr als 200 Einwohner:
| Nr. | Kirchspiel       | Einwohner | Ortschaft                                                  | Einwohner     |
| --- | ---------------- | --------- | ---------------------------------------------------------- | ------------- |
| 20  | Assens Sogn      | 5.700     | Assens                                                     | 6.061         |
| 10  | Barløse Sogn     | 476       |                                                            |               |
| 07  | Broholm Sogn     | 2.652     | Tommerup Stationsby                                        | 2.476         |
| 14  | Brylle Sogn      | 1.706     | Brylle                                                     | 1.299         |
| 08  | Bågø Sogn        | 25        |                                                            |               |
| 26  | Dreslette Sogn   | 796       | Snave                                                      | 212           |
| 23  | Flemløse Sogn    | 1.018     | Flemløse                                                   | 577           |
| 15  | Gamtofte Sogn    | 936       |                                                            |               |
| 29  | Helnæs Sogn      | 222       |                                                            |               |
| 16  | Holevad Sogn     | 170       |                                                            |               |
| 27  | Hårby Sogn       | 3.314     | Haarby                                                     | 2.521         |
| 28  | Jordløse Sogn    | 723       | Jordløse                                                   | 341           |
| 03  | Kerte Sogn       | 675       |                                                            |               |
| 21  | Kærum Sogn       | 962       |                                                            |               |
| 24  | Køng Sogn        | 3.801     | Glamsbjerg                                                 | 3.350         |
| 06  | Orte Sogn        | 749       |                                                            |               |
| 01  | Rørup Sogn       | 669       | Grønnemose                                                 | 378           |
| 09  | Sandager Sogn    | 304       |                                                            |               |
| 05  | Skydebjerg Sogn  | 993       |                                                            |               |
| 22  | Søby Sogn        | 249       |                                                            |               |
| 19  | Søllested Sogn   | 277       |                                                            |               |
| 25  | Sønderby Sogn    | 1.003     | Ebberup                                                    | 1.223         |
| 13  | Tommerup Sogn    | 2.054     | Tommerup                                                   | 1.579         |
| 17  | Turup Sogn       | 511       | Turup                                                      | 319           |
| 18  | Vedtofte Sogn    | 202       |                                                            |               |
| 12  | Verninge Sogn    | 1.667     | Nårup (a) Verninge                                         | < 200 769     |
| 02  | Vissenbjerg Sogn | 5.818     | Skalbjerg Skallebølle (Teil mehrerer Kommunen) Vissenbjerg | 600 708 3.297 |
| 04  | Årup Sogn        | 2.505     | Aarup                                                      | 3.209         |
| 11  | Ørsted Sogn      | 552       | Ørsted                                                     | 230           |

## Partnerstädte
Die Assens Kommune unterhält folgende Städtepartnerschaften:
Befreundete Kommunen:
- Schweden: Ljusdals
- Deutschland: Amt Oeversee

Befreundete Städte:
- Deutschland: Gudensberg

## Erwähnenswertes
Assens Kommune hat im März 2025 die 1984 stillgelegte Bahnstrecke Assens–Tommerup (Assensbane) von Banedanmark kostenlos übernommen, um diese in ein touristisches Konzept einzubringen.